# Liceul nr.1 „Mihai Eminescu” din Cernăuți
Liceul nr.1 „Mihai Eminescu” din Cernăuți (cu denumirea oficială ucraineană Școala Generală cu ciclurile I-III din Cernăuți)  este o instituție de învățământ înființată la 16 decembrie 1808, perioadă în care Cernăuți făcea parte din Imperiul Habsburgic, inițial școala purtând numele de Gimnaziul de Stat Chezaro-Crăiesc din Cernăuți (în limba germană k. k. I. Staatsgymnasium Czernowitz). În perioada interbelică, atunci când Bucovina s-a unit cu România, școala a primit numele de Liceul „Aron Pumnul”, în cinstea primului profesor care a predat aici limba română. 

## Istoric

### Înființare - Gimnaziul de Stat I Cernăuți
Gimnaziul apărea după o perioadă de regres al învățământului în această zonă.  Primul demers de a înființa o școală de acest nivel în Bucovina este făcut în anul 1803 de către Ferdinand Dans, pentru a înlesni pregătirea copiilor de nobili, preoți și funcționari stabiliți în acest teritoriu. La 10 ianuarie 1808 Cancelaria Aulică din Viena a emis decretul de înființare a gimnaziului, semnat de împăratul Francisc I, astfel că la 16 decembrie 1808 începe să funcționeze prima clasă, având 24 de elevi, printre care: 10 români, 8 germani, 3 polonezi. Cu timpul proporțiile se modifică. Spre exemplu, în 1848 erau 33% români, 25% polonezi, 25% ruteni și 17% germani:p. 82, în 1861 erau 30% germani și evrei, 27% ruteni, 21% români și 20% polonezi, în timp ce în 1914 erau 92% germani și evrei, 6% polonezi și 1% români. Lucrările de construcție a unui local propriu se finalizează în 1824, pentru ca mai târziu, din cauza cerințelor crescute, localul să se extindă (1880, 1894).

Fotografie de epocă (înainte de 1900)

În perioada de început, planul de învățământ prevedea predarea în majoritate în limba latină. Începând cu anul 1814, și mai ales de la 1817, se impun reguli stricte de cunoaștere a limbii germane, ceea ce duce la îngrădirea accesului la acest gimnaziu a copiilor de țărani, care nu aveau posibilități de a învăța limba germană încă din școala primară.

### Institutul de filozofie
Pe lângă gimnaziu a funcționat și un institut de filozofie (liceu – lyzeum) privat, cu durata de 2 ani, având o paletă mai diversă de discipline, dar care nu asigura diplome. Începând din 1848 institutul de filozofie este unit cu gimnaziul și se organizează Gimnaziul Superior de Stat din Cernăuți, o școală secundară de 8 ani cu un curs inferior (școala latină) și unul superior (liceul), ocazie cu care se introduce și examenul de maturitate.

### Prima catedră de limba și literatura română
La 20 decembrie 1848, prin rezoluție imperială, se aprobă înființarea în cadrul acestei școli a catedrei de limba și literatura română, la această catedră fiind desemnat profesor suplinitor (22 februarie 1849) Aron Pumnul, fost profesor de filosofie la liceul din Blaj, titularizat un an mai târziu, la 23 martie 1850. Acesta a fost un moment important pentru cetățenii de naționalitate română, limba română fiind astfel „unică limbă a țării, recunoscută ca atare pe atuncia, ca absolut obligatorie pentru toți studenții, fără deosebire de naționalitate” :p. 5, aceasta fiind „sufletul națiunii, mijlocul dezvoltării acesteia” :p. 118.
De la formare, școala a dus lipsă de cadre didactice calificate o lungă perioadă de timp. Abia în perioada 1850-1870 a început să crească nivelul de calificare a cadrelor didactice. În momentul obținerii autonomiei și a statutului de Ducat autonom al Bucovinei (1861) la conducerea gimnaziului se afla Stephan Wolf, un bun protector al culturii germane în această parte a imperiului. Până la 1918 nici un director al acestei instituții nu a fost etnic român. Printre cadrele didactice de naționalitate română ale școlii, de menționat: Aron Pumnul, I. G. Sbiera, Theodor Bujor (director al Gimnaziului de Stat III Cernăuți), Dimitrie Onciul, Ion Nistor, Mihai Miron Călinescu, Veniamin Iliuț, Teodor Bujor, profesorul de matematică Teodor Scraba, ș.a.

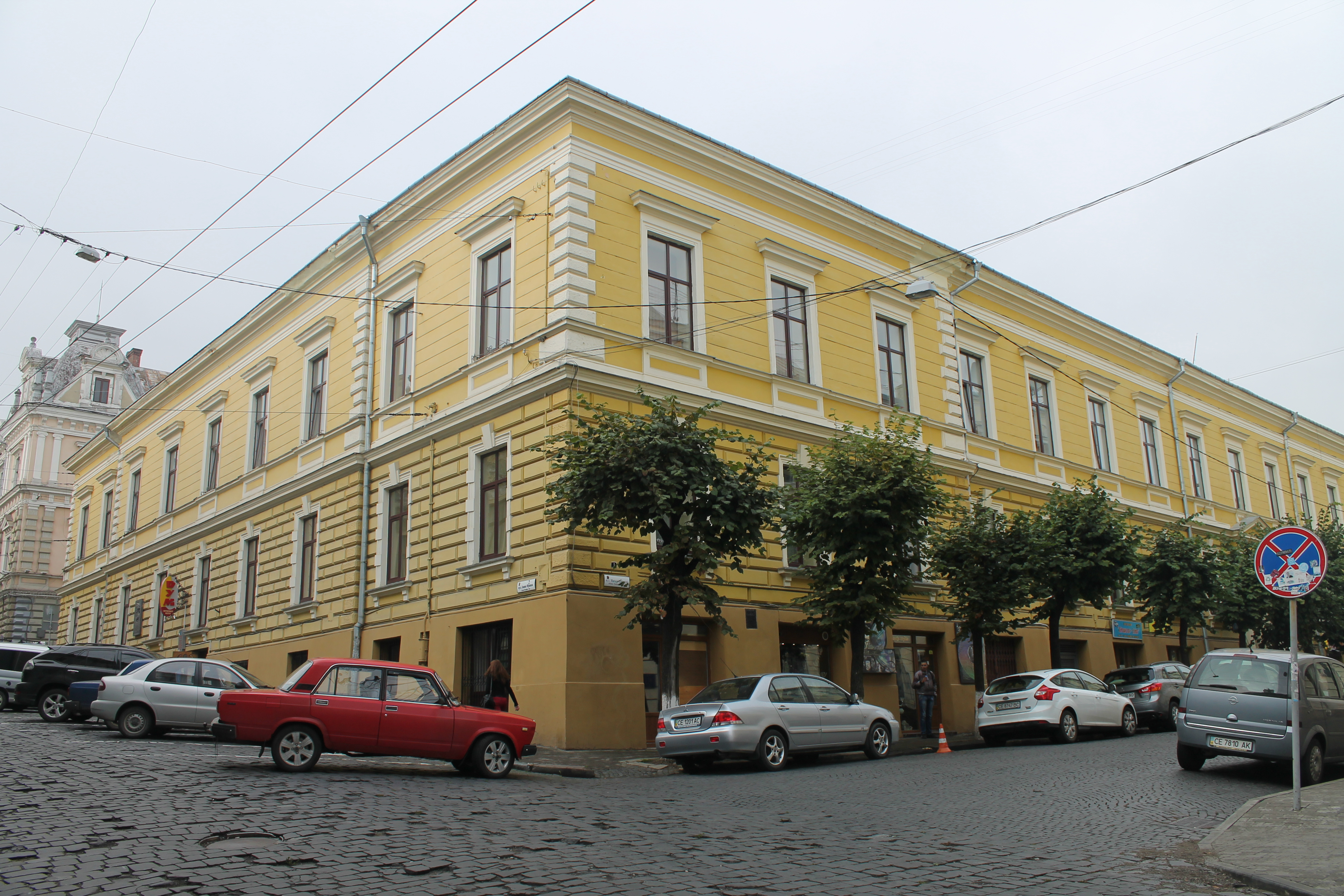
Liceul nr.1 „Mihai Eminescu”

Deschiderea Universității din Cernăuți (1875) a avut un efect benefic pentru funcționarea gimnaziului, manifestat inclusiv printr-o frecvență crescută la cursuri, deoarece asigura pregătirea viitorilor candidați la facultățile Universității.  
La centenar (1908) școala era cunoscută drept Gimnaziul (Superior) de Stat I Cernăuți (k. k. I. Staatsgymnasiums in Czernowitz). 

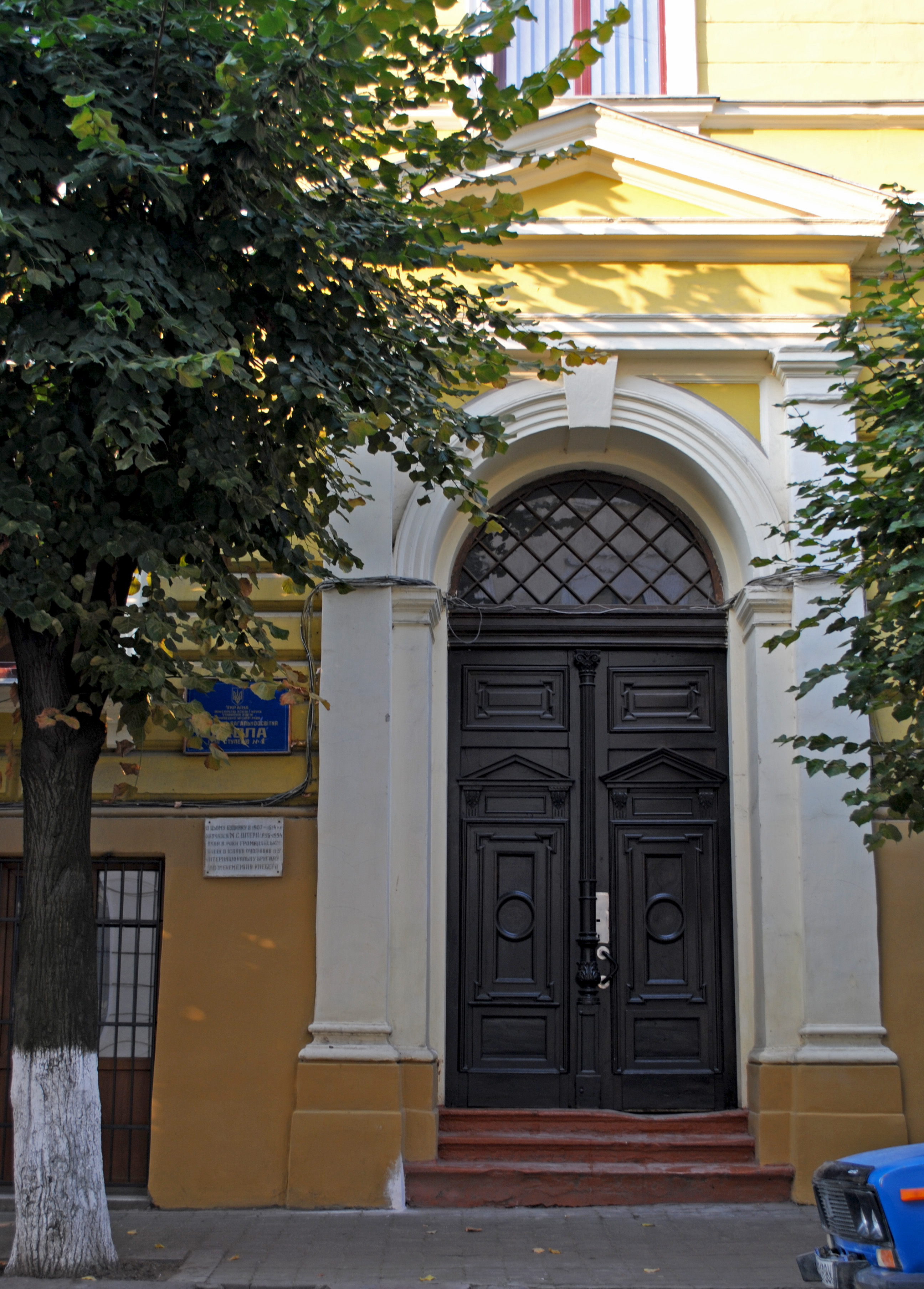
Liceul nr.1 „Mihai Eminescu” - intrarea

Dintre absolvenții acestei instituții de învățământ pot fi menționați: Eudoxiu baron de Hurmuzaki – căpitanul Bucovinei, dr. Constantin Tomașciuc – rectorul Universității din Cernăuți, Eduard Reiss - primar al Cernăuților, mai târziu Radu Grigorovici, precum și numeroase personalități germane, poloneze sau rutene. De asemenea, aici a învățat și poetul Mihai Eminescu (1860-1866), precum și frații săi Șerban Eminescu, Nicolae Eminescu, Gheorghe Eminescu și Ilie Eminescu. În 1920, pe zidul liceului este montată o placă comemorativă și un basorelief al poetului, la vârsta de 19 ani. 

### Primele clase românești. Gimnaziul nr. III din Cernăuți

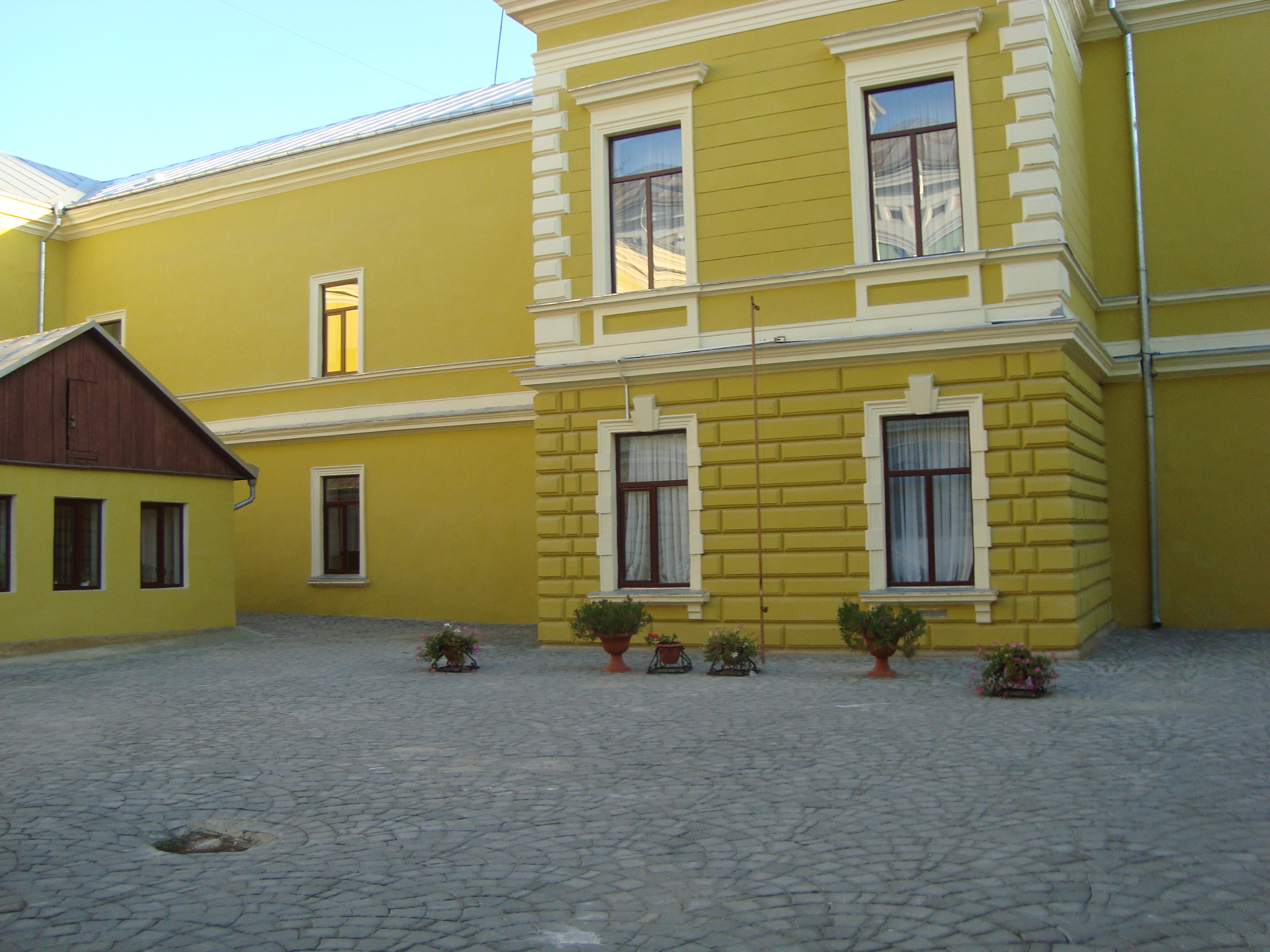
Liceul nr.1 „Mihai Eminescu” - curtea interioară

Numărul mare de elevi ai acestui gimnaziu a fost unul dintre factorii ce au determinat înființarea unui al doilea gimnaziu, Gimnaziul Inferior de Stat din Cernăuți (1896), precum și a Gimnaziului de Stat III Germano-Român din Cernăuți (1906), apariția celor două noi instituții școlare atrăgând numeroși elevi de naționalitate română.
În anul 1896 are loc separarea claselor germano-rutene, iar doi ani mai târziu se înființează prima clasă paralelă românească. În fiecare din următorii ani se mai înființează câte o nouă clasă paralelă de limbă română. Acesta este momentul în care numărul elevilor români crește semnificativ, astfel că se simte nevoia unei școli de limbă română. Începând cu anul școlar 1901/02 se înființează o filială germano-română a Gimnaziului nr.I, condusă de profesorul Ion Bumbac, filială ce a funcționat 5 ani. Deși ideea a existat încă de la început, abia în 1906/07 această filială se transformă în Gimnaziul nr. III din Cernăuți, destinat elevilor români, având ca director pe profesorul Teodor Bujor. Acesta era totuși un gimnaziu mixt, cu clase germane și germano-române, dar avea mai mult de jumătate dintre profesori români și aproape jumătate erau elevi români. Prin dimensiunea sa, gimnaziul a început să adune elevi și din localitățile aflate la distanțe apreciabile. Problema acestei școli a rămas însă lipsa spațiilor de predare, elevii fiind nevoiți să se împartă în mai multe sedii. Sediul principal era în Piața Grigore Ghica Vodă (Austriaplatz), colț cu strada Pitei (Piteygasse).:p.13 Apropierea războiului și începutul acestuia a întrerupt orice plan de construcție a unui sediu. În anii 1914-1918 liceul a fost ocupat, parțial sau în totalitate, în scopuri militare.
Primul director al liceului a fost părintele protopresbiter Petru Popescul, profesor de religie. Acesta a fost urmat de profesorul Emanuel Iliuț (1882-1966), membru al Partidului Național Liberal, profesor de latină și greacă. Profesorul cel mai apreciata fost însă Orest Drăgan. A predat științele naturale, fizica și chimia, din mâinile lui ieșind absolvenți precum acad. Radu Grigorovici, promoția 1928, și prof. dr. docent Victor Săhleanu, promoția 1942.:p.21

### Liceul „Aron Pumnul” (1918-1944)
După unirea Bucovinei cu România (decembrie 1918) învățământul a fost reorganizat pe criterii etnice. Gimnaziul nr. III a primit numele de Liceul „Aron Pumnul”, destinat exclusiv românilor. Începând din anul următor, acest liceu a funcționat în sediul central, al fostului Gimnaziu nr. I, situat pe Gimnasyalgasse – în apropierea Primăriei, nu departe de Ringplatz (devenită după Unire, Piața Unirii); o latură pe Liliengasse, iar cealaltă latură, orientată spre Teatrul Național, pe Senkowiezgasse. După Unire, denumirea străzilor a fost schimbată: str. Alba-Iulia, str. Constantin Brâncoveanu și str. General I. Zadic. La început (1918) aici predau 30 de cadre didactice, exclusiv români, unui număr de 344 de elevi români ortodocși. În 1935/36, aici învățau 675 de elevi și predau 37 de profesori. În timpul celui de-al doilea război mondial a fost singurul liceu care a funcționat în oraș.

### Liceul „Mihai Eminescu”
În prezent aici funcționează o instituție de învățământ cu 3 cicluri: primar (1-4), gimnazial (5-9) și liceal (10-11).

Adresa: str. M. Eminescu nr.1 (intersecție cu str. Ivan Franko).  Liceul este monument istoric, cu codul 73-101-0521.